# Tanaostigmodes pithecellobiae
Tanaostigmodes pithecellobiae is een vliesvleugelig insect uit de familie Tanaostigmatidae. De wetenschappelijke naam is voor het eerst geldig gepubliceerd in 1987 door LaSalle.